# Буковац (Деспотовац)
Буковац је насеље у Србији у општини Деспотовац у Поморавском округу. Према попису из 2022. било је 305 становника, исто као и на попису 2002. године.
Овде се налазе Запис код дома културе (Буковац) и Запис Нешића храст (Буковац).

## Порекло становништва
Подаци датирају из 1930
Не зна се када је село постало и да ли је помештано. У селу има староседелаца и може се узети да је ту од старине. Село се дели на Горњу (на десној) и Доњу Малу (на левој страни Ресаве).
У Горњој су Мали:
- Гагићи (30 к., Св. Јован), староседелци.
- Илићи (55 к., Св. Ђорђе и Ђурђевдан), доселили се са Косова (прича се да су тада догнали 1000 оваца), њихови рођаци Цурићи и Дзољићи су се настанили у Ломници.

У Доњој су Мали:
- Крстићи (15 к., Тодорова Субота), дошли из врањске околине.
- Стојковићи (10 к., Св. Петка), дошли из Иванковца. Зову их Власима ма да су прави Срби.

## Демографија
У насељу Буковац живи 387 пунолетних становника, а просечна старост становништва износи 42,3 година (41,6 код мушкараца и 42,9 код жена). У насељу има 135 домаћинстава, а просечан број чланова по домаћинству је 3,63.
Ово насеље је великим делом насељено Србима (према попису из 2002. године).
|  |

| Демографија | Демографија | Демографија |
| Година      | Становника  | Становника  |
| ----------- | ----------- | ----------- |
| 1948.       | 987         |             |
| 1953.       | 1.033       |             |
| 1961.       | 1.062       |             |
| 1971.       | 943         |             |
| 1981.       | 744         |             |
| 1991.       | 796         | 614         |
| 2002.       | 490         | 633         |
| 2011.       | 490         |             |

| Етнички састав према попису из 2002.‍ | Етнички састав према попису из 2002.‍ | Етнички састав према попису из 2002.‍ | Етнички састав према попису из 2002.‍ | Етнички састав према попису из 2002.‍ |
| ------------------------------------ | ------------------------------------ | ------------------------------------ | ------------------------------------ | ------------------------------------ |
|                                      |                                      |                                      |                                      |                                      |
| Срби                                 | Срби                                 |                                      | 489                                  | 99,79%                               |
| Хрвати                               | Хрвати                               |                                      | 1                                    | 0,20%                                |
| непознато                            | непознато                            |                                      | 0                                    | 0,0%                                 |

| Година пописа     | 1948. | 1953. | 1961. | 1971. | 1981. | 1991. | 2002. |
| ----------------- | ----- | ----- | ----- | ----- | ----- | ----- | ----- |
| Број домаћинстава | 175   | 192   | 218   | 209   | 178   | 172   | 135   |

| Број чланова      | 1  | 2  | 3  | 4  | 5  | 6  | 7 | 8 | 9 | 10 и више | Просек |
| ----------------- | -- | -- | -- | -- | -- | -- | - | - | - | --------- | ------ |
| Број домаћинстава | 15 | 34 | 16 | 26 | 18 | 18 | 7 | 1 | 0 | 0         | 3,63   |

| Пол    | Укупно | Неожењен/Неудата | Ожењен/Удата | Удовац/Удовица | Разведен/Разведена | Непознато |
| ------ | ------ | ---------------- | ------------ | -------------- | ------------------ | --------- |
| Мушки  | 205    | 41               | 143          | 13             | 8                  | 0         |
| Женски | 207    | 24               | 141          | 38             | 4                  | 0         |
| УКУПНО | 412    | 65               | 284          | 51             | 12                 | 0         |

| Пол    | Укупно                    | Пољопривреда, лов и шумарство | Рибарство                            | Вађење руде и камена | Прерађивачка индустрија       |
| ------ | ------------------------- | ----------------------------- | ------------------------------------ | -------------------- | ----------------------------- |
| Мушки  | 84                        | 15                            | 0                                    | 22                   | 15                            |
| Женски | 55                        | 45                            | 0                                    | 0                    | 3                             |
| УКУПНО | 139                       | 60                            | 0                                    | 22                   | 18                            |
| Пол    | Производња и снабдевање   | Грађевинарство                | Трговина                             | Хотели и ресторани   | Саобраћај, складиштење и везе |
| Мушки  | 1                         | 9                             | 7                                    | 2                    | 6                             |
| Женски | 0                         | 0                             | 0                                    | 0                    | 0                             |
| УКУПНО | 1                         | 9                             | 7                                    | 2                    | 6                             |
| Пол    | Финансијско посредовање   | Некретнине                    | Државна управа и одбрана             | Образовање           | Здравствени и социјални рад   |
| Мушки  | 0                         | 0                             | 2                                    | 2                    | 0                             |
| Женски | 0                         | 0                             | 0                                    | 2                    | 3                             |
| УКУПНО | 0                         | 0                             | 2                                    | 4                    | 3                             |
| Пол    | Остале услужне активности | Приватна домаћинства          | Екстериторијалне организације и тела | Непознато            | Непознато                     |
| Мушки  | 3                         | 0                             | 0                                    | 0                    | 0                             |
| Женски | 2                         | 0                             | 0                                    | 0                    | 0                             |
| УКУПНО | 5                         | 0                             | 0                                    | 0                    | 0                             |